# Наурузбаев, Инаят
Наурузба́ев Инаят (10 сентября 1918, аул Карла Маркса, ныне Каракалпакстан — 29 апреля 1999) — советский военнослужащий, участник Великой Отечественной войны, Герой Советского Союза, пулемётчик 933-го стрелкового полка (254-я стрелковая дивизия, 52-я армия, Воронежский фронт). Герой Советского Союза (1944).

## Биография
Родился 10 сентября 1918 года в ауле (затем аулсовет) Карла Маркса (ныне Турткульский район, Каракалпакстан) в крестьянской семье. По национальности — узбек (по другим данным — казах). После окончания 4-го класса школы работал на автобазе в Турткуле. Член КПСС с 1943 года.
В Красную Армию призван Турткульским райвоенкоматом Каракалпакской АССР в сентябре 1941 года; тогда же оказался на фронте.
Отличился в битве за Днепр. 2 октября 1943 года одним из первых первых переправился через Днепр, в составе пулемётного расчёта отстоял занятые позиции, прикрывая переправу других подразделений и материальной части. В ночном бою 17 октября 1943 года за деревню Крещатик, уничтожив боевое охранение противника, вместе с расчётом ворвался в деревню. Результатом боя стало быстрое очищение важного укрепительного пункта противника от фашистов.
Указом Президиума Верховного Совета СССР «О присвоении звания Героя Советского Союза генералам, офицерскому, сержантскому и рядовому составу Красной Армии» от 22 февраля 1944 года за «образцовое выполнение боевых заданий командования при форсировании реки Днепр, развитие боевых успехов на правом берегу реки и проявленные при этом отвагу и геройство»  удостоен звания Героя Советского Союза с вручением ордена Ленина и медали «Золотая Звезда». Награждён медалями. 
В 1945 году, окончив курсы усовершенствования офицерского состава, младший лейтенант Инаят Наурузбаев ушёл в запас. Проживал в колхозе «Ленинград» Элликкалинского района Каракалпакской АССР. Умер 29 апреля 1999 года.